# Johann Wilhelm Schirmer
Johann Wilhelm Schirmer (Jülich, 1807. szeptember 5. – Karlsruhe, 1863. szeptember 11.) német tájképfestő, grafikus.

## Élete
1826-ban a Düsseldorfi Művészeti Akadémia növendéke lett, s eleinte Schadow vezetése alatt a történelmi festészetben képezte ki magát, azután főleg Karl Friedrich Lessing hatása alatt majdnem kizárólag a tájképfestést kezdte művelni. 1839-ben a düsseldorfi akadémia tanára, 1853-ban a karlsruhei művészeti iskola igazgatója lett. Franciaországba és Itáliába tett utazásának hatása alatt szakított az északi jellegű, erőteljes tájképfestéssel, és különböző német, francia és olasz elemekből állítván össze képeit, költői hatásra, klasszikus formaszépségre törekedett. Nagy, de nem éppen üdvös befolyást gyakorolt a német tájképfestés fejlődésére. Legkiválóbb művei: Egeria barlangja (Lipcsei Szépművészeti Múzeum); a bibliai tájakat ábrázoló 26 szénrajz a düsseldorfi műcsarnokban; a könyörületes szamaritánus történetét ábrázoló 4 olajfestmény (Karlsruhei Állami Műcsarnok); 12 olajfestmény Ábrahám életéből (berlini Nemzeti Galéria) stb.

## Galéria

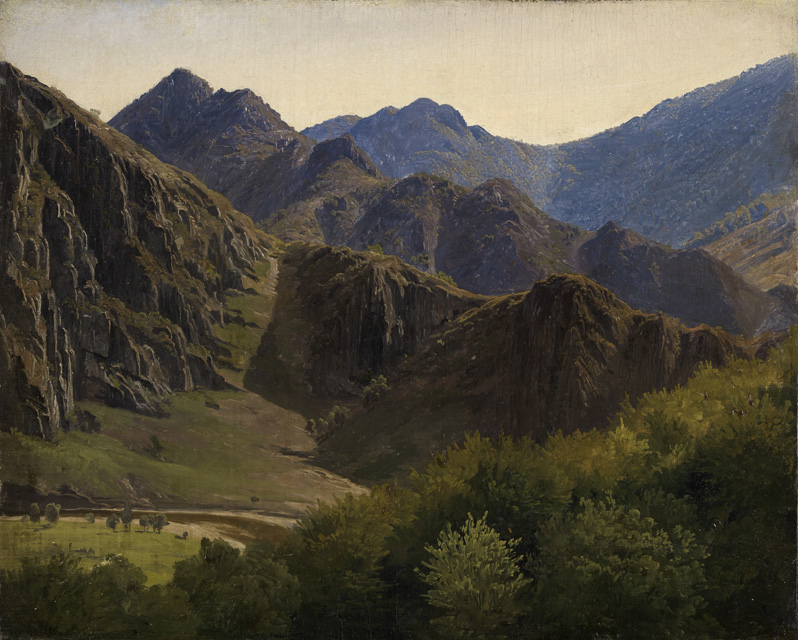
Hegyláncok Altenahrnál
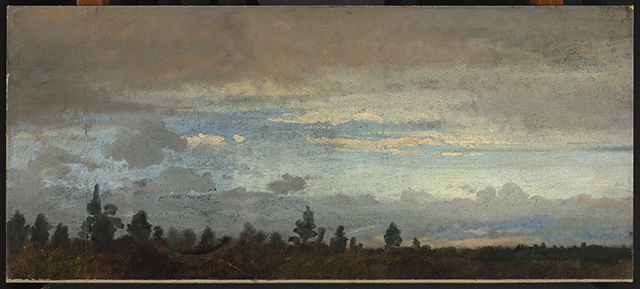
Felhős esti égbolt
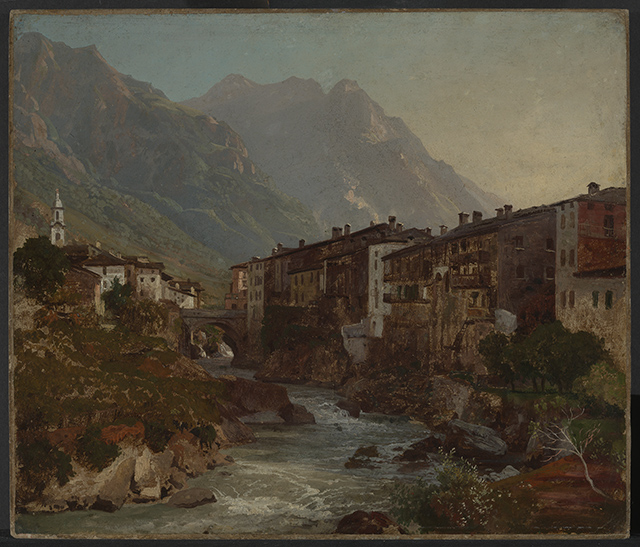
Kilátás Chiavennára
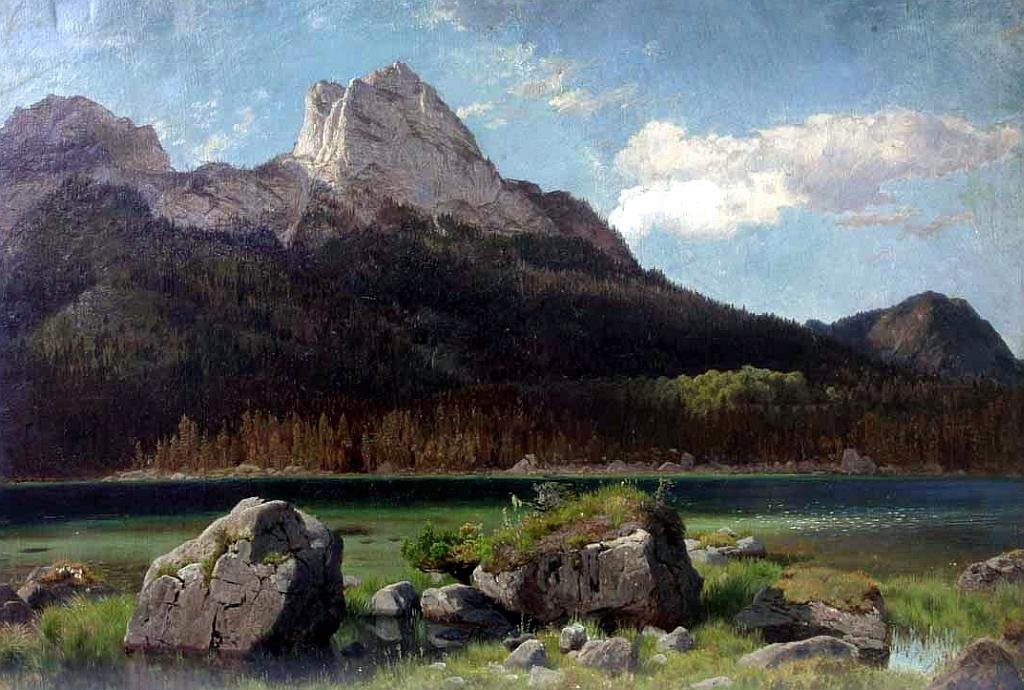
A Hintersee Berchtesgadennél